# Окечукву, Уче
Уче Алози Окечукву Сантос Эммануэль (англ. Uche Alozie Okechukwu Santos Emanuel; 27 сентября 1967, Лагос) — нигерийский футболист, центральный защитник, известный по выступлениям за «Фенербахче» и сборную Нигерии. Победитель Олимпийских игр 1996 года в Атланте. Участник чемпионатов мира 1994 и 1998 годов.

## Клубная карьера
Окечукву начал карьеру в 1987 году в клубе «Флэш Фламинос». В своём первом сезоне он выиграл чемпионат Нигерии, по его окончании перешёл в «Хартленд». С новым клубом Уче во второй раз выиграл национальное первенство. В 1990 году, как и многие африканские футболисты он переехал в Европу.
Первой европейской командой Окечукву стал датский «Брондбю», где он выступал со своим соотечественником Фрайди Элахором. В первом сезоне Уче выиграл датскую Суперлигу, а во второй раз стал обладателем золотых медалей первенства Дании. Клуб из Копенгагена дошёл до полуфинала Кубка УЕФА 1990/1991, переиграв по пенальти в четвертьфинале московское «Торпедо». В сезоне 1991/1992 Окечукву был признан футболистом года в команде. В «Брондбю» он провёл три года сыграв 61 матч и забив 10 мячей. В 1993 году Уче принял решение покинуть команду.
Окечукву получил несколько предложений от разных команд, но решил выбрать турецкий «Фенербахче». Он сразу же завоевал место в основе клуба. В первом сезоне Уче помог команде занять второе место в турецкой Суперлиге. В сезоне 1995/1996 Окечукву стал чемпионом Турции, а «Фенербахче» получил право участия в Лиге чемпионов. Уче был частью команды, которая стала первой из турецких, обыгравшей «Манчестер Юнайтед» на «Олд Траффорд» в еврокубках. В сезоне 2000/2001 Окечукву во второй раз помог своей команде выиграть чемпионат. В 2002 году Уче перешёл в «Истанбулспор». В новом клубе, как и в предыдущих, он быстро стал основным защитником. В сезоне 2003/2004 команда заняла 15 место и чуть не вылетела в низший дивизион. В следующем сезоне Окечукву потерял место в основе, а после того, как «Истанбулспор» по окончании чемпионата вылетел из Суперлиги, Уче покинул команду.
В 2006 году он вернулся в Нигерию. На родине Уче ещё два года выступал за «Оушен Бойс» и «Байельса Юнайтед». Летом 2009 года Окечукву завершил карьеру футболиста.

## Международная карьера
В 1990 году Окечукву был включён в заявку на участие в Кубке африканских наций в Алжире. Федерация футбола Нигерии отправила туда команду, состоящую в основном из молодых футболистов. 2 марта в первом матче группового этапа против хозяев первенства сборной Алжира Уче дебютировал за сборную Нигерии. Его команда проиграла 5:1, но зато в остальных поединках турнира больше не пропустила ни одного мяча до самого финала. 12 марта в полуфинале против сборной Замбии Окечукву забил свой первый гол за национальную сборную. Сборная Нигерии дошла до финала, где минимально уступила хозяевам чемпионата.
В 1992 году Окечукву во второй раз принял участие в Кубке африканских наций. На этот раз он стал обладателем бронзовых медалей первенства в матче за третье место его команда обыграла сборную Камеруна. В 1994 году Уче в третий раз поехал на Кубок африканских наций и смог завоевать трофей. В том же году он в составе сборной принял участие в чемпионате мира в США. На турнире Уче был основным футболистом и сыграл во всех матчах против сборных Болгарии, Аргентины, Греции и Италии. Он дошёл с командой до 1/8 финала, где в дополнительное время «Суперорлы» уступили итальянцам.
В 1996 году в составе сборной Уче выиграл Олимпийские игры в Атланте. В 1998 году Окечукву был капитаном Нигерии на Чемпионате мира во Франции. На турнире он принял участие в трёх матчах против сборных Испании, Болгарии. и Дании.

## Достижения
Командные
 «Флэш Фламинос»
- Чемпионат Нигерии по футболу — 1987/1988

 «Хартленд»
- Чемпионат Нигерии по футболу — 1988/1989

 «Брондбю»
- Чемпионат Дании по футболу — 1990
- Чемпионат Дании по футболу — 1991

 «Фенербахче»
- Чемпионат Турции по футболу — 1995/96
- Чемпионат Турции по футболу — 2000/01

Международные
 Нигерия
- Олимпийские игры — 1996
- Кубок африканских наций — 1994
- Кубок африканских наций — 1990
- Кубок африканских наций — 1992